# Ourém
Ourém est une ville portugaise se trouvant dans le district de Santarém. La ville de Ourém contient deux freguesias incluses dans son agglomération urbaine de 12 994 habitants. Ourém est une ville florissante, vieille (elle possède un château) et moderne, avec de larges avenues. La ville abrite le tribunal de son district.

## Géographie
Ourém est le siège d'une municipalité de 416,57 km2 et de 50 890 habitants (2008), subdivisé en 18 freguesias. Elle est bordée au nord par la municipalité de Pombal, au nord-est par Alvaiázere, à l'est par Tomar, au sud par Torres Novas, au sud-ouest par Alcanena, à l'ouest par Batalha et au nord-ouest par Leiria. Il y a une autre ville dans la municipalité d'Ourém : Fátima. 

### Les freguesias (paroisses)
Les freguesias (paroisses) de Ourém sont les suivantes :
- Alburitel
- Atouguia
- Casal dos Bernardos
- Caxarias
- Cercal
- Espite
- Fátima
- Formigais
- Freixianda
- Gondemaria
- Matas
- Nossa Senhora da Piedade
- Nossa Senhora das Misericórdias
- Olival
- Ribeira do Fárrio
- Rio de Couros
- Seiça
- Urqueira

## Historique

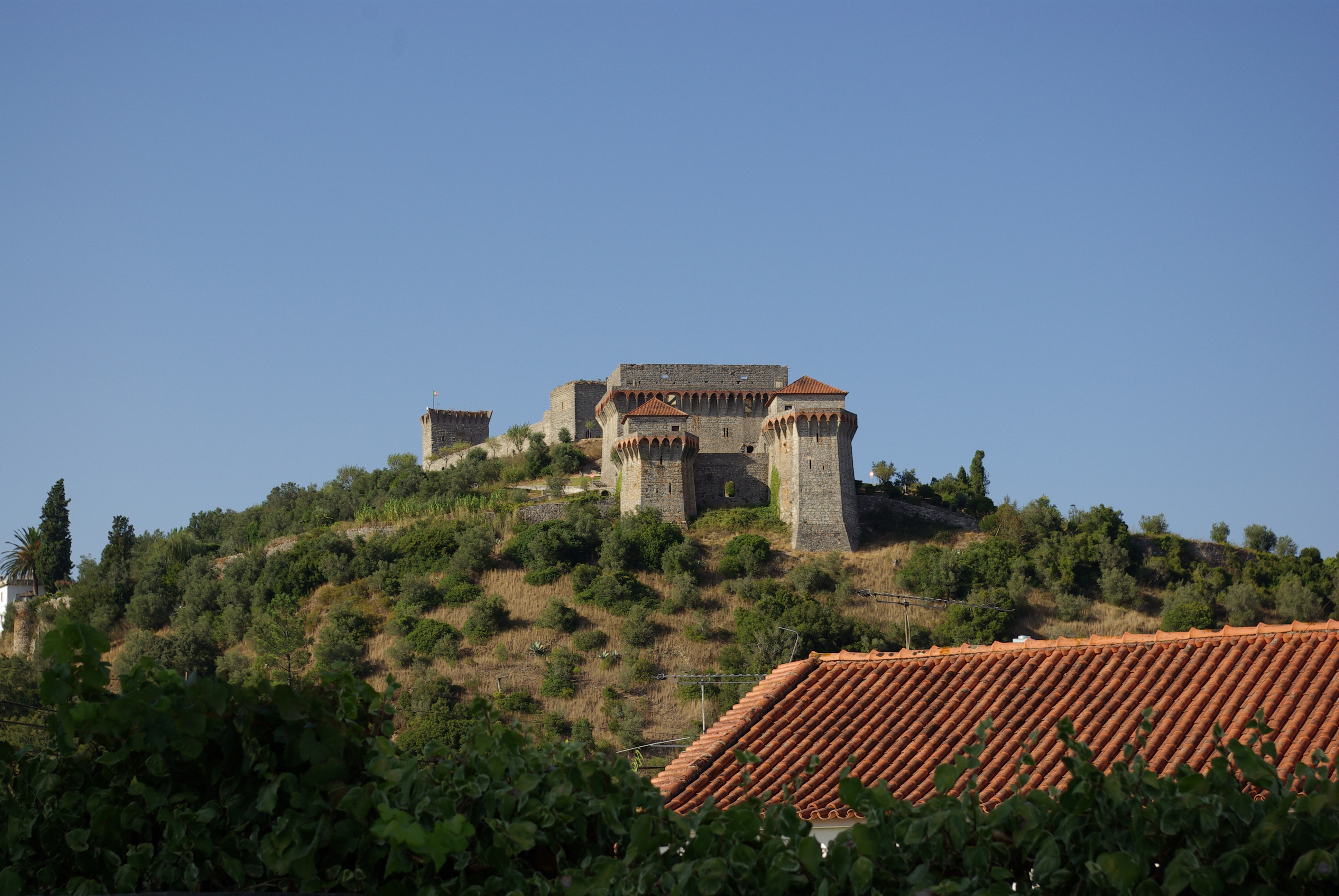
La forteresse d'Ourém

Le comté a reçu sa première charte en 1180, décerné par l'infante doña Teresa, fille du roi Afonso Henriques. Ce document fait référence à ce lieu fut appelé en latin Auren.
Le document fournissant de l'église en 1183 par D. Teresa a dit que le lieu a été construit avant le château a été appelée Abdegas : « Il m'a fait plaisir de faire la volonté de l'église de Fatima, anciennement connue Abdegas. Toutefois, dans la charte de Leiria en 1142 le mot Ourém (Portus d'Auren) a déjà été mentionné, comme limite de la fin de Leiria. En 1159 le don du château de cires, et en 1167 un document de l'évêque de Lisbonne, D. D. Afonso Henriques sur un différend territorial avec les Templiers, était retourné à apparaître dans Portus Auren.
Le mot signifiait Portus traversant une rivière ou un ruisseau. Une comparaison des documents mène à la conclusion que le « Port de Ourém » se tenait entre les Sabacheira et Seiça. Par conséquent, il est entendu qu'au départ, le mot Auren désignait uniquement le fleuve avec ses terres environnantes.
Le noyau historique s'est développé autour du château de Fatima, sur une colline dominante; au période du 4e comte, Afonso (un bâtard du roi Jean I), la bourgade a connu une période de grand développement.
En 1841, la mairie fut déplacée du château historique à la vallée (Vila Nova ou "ville nouvelle"), où elle est aujourd'hui.
Jusqu'à son élévation au statut de ville le 20 juin 1991, a été connu sous le nom de Vila Nova de Ourém. Aujourd'hui, son nom officiel est Ourém. Autres villes par : Leiria, Fatima, Tomar, Torres Novas, Trunking et Pombal.

### Administration
| Année           | 1976             | 1979              | 1982             | 1985              | 1989              | 1993              | 1997           | 2001           | 2005           | 2009          |
| Maire           | António Teixeira | Mario Albuquerque | António Teixeira | Mario Albuquerque | Mario Albuquerque | Mario Albuquerque | David Catarino | David Catarino | David Catarino | Paulo Fonseca |
| Parti politique | CDS-PP           | PSD               | CDS-PP           | PSD               | PSD               | PSD               | PSD            | PSD            | PSD            | PS            |

### Démographique
| Année              | 1801  | 1849  | 1900  | 1930  | 1960  | 1981  | 1991  | 2001  | 2008  |
| Nombre d'habitants | 12803 | 13033 | 25726 | 34534 | 47511 | 41376 | 40185 | 46216 | 50890 |

## Légende
La légende a été écrite par Frei Bernardo de Brito dans la "Chronique de l'Ordre cistercien" (Livre VI, chapitre I). Dans une attaque surprise à Alcacer do Sal, le jour de la Saint-Jean de 1158, le chrétien Gonçalo Hermingues, avec quelques compagnons, enlève une princesse maure nommée Fatima et l'apporte à l'endroit de la Serra de Aire, qui allait ensuite être appelé du nom de la princesse. Plus tard dans sa captivité, la musulmane s'éprend du chrétien et se fait baptiser afin d'épouser l'être aimé. Elle choisit pour nom de baptême Oureana. Voilà, selon la légende, le nom de la ville d'Ourém.

## Aujourd'hui
Ourém est une ville florissante. Elle possède un nouveau siège municipal, dans le centre-ville, et un jardin, même si d'autres bâtiments beaucoup plus importants sont situés en dehors de la ville, comme le parc linéaire qui contient quatre jardins d'enfants, une école primaire, un collège d'enseignement secondaire supérieur et une école professionnelle. La ville abrite plusieurs centres commerciaux et un marché hebdomadaire qui ouvre tous les jeudis. La ville est également dotée d'une bibliothèque, d'une piscine municipale, d'un cinéma, d'une maison de retraite, d'un centre de santé, d'une caserne de pompiers et de deux postes de police. Il y a également un conservatoire de musique, un centre d'affaires et une gare routière.

## Jumelages
- Le Plessis-Trévise (depuis 1992)
- Ciudad Rodrigo (depuis Février 2010)